# ベン・ヘラー
ベンジャミン・ヘラー（Benjamin Heller, 1991年8月5日 - ）は、アメリカ合衆国ウィスコンシン州ミルウォーキー出身のプロ野球選手（投手）。右投右打。MLBのシカゴ・カブス傘下所属。

## 経歴

### プロ入りとインディアンス傘下時代
2013年のMLBドラフト22巡目（全体651位）でクリーブランド・インディアンスから指名され、プロ入り。契約後、傘下のA-級マホーニングバレー・スクラッパーズでプロデビュー。21試合（先発1試合）に登板して1勝3敗2セーブ、防御率3.13、39奪三振を記録した。
2014年はA級レイクカウンティ・キャプテンズとA+級カロライナ・マドキャッツでプレーし、2球団合計で45試合に登板して5勝1敗5セーブ、防御率2.38、81奪三振を記録した。
2015年はA+級リンチバーグ・ヒルキャッツとAA級アクロン・ラバーダックスでプレーし、2球団合計で41試合に登板して0勝2敗12セーブ、防御率4.02、58奪三振を記録した。
2016年、インディアンス傘下ではAA級アクロンとAAA級コロンバス・クリッパーズでプレーした。

### ヤンキース時代
2016年7月31日にアンドリュー・ミラーとのトレードで、クリント・フレイジャー、ジャスティス・シェフィールド、J.P.ファイアライゼンと共にニューヨーク・ヤンキースへ移籍した。移籍後は傘下のAAA級スクラントン・ウィルクスバリ・レイルライダースでプレーし、移籍前を含めた3球団合計で49試合に登板して3勝3敗13セーブ、防御率1.69、55奪三振を記録した。8月23日にはメジャー契約を結んでアクティブ・ロースター入りし、26日のボルチモア・オリオールズ戦でメジャーデビュー。この年メジャーでは10試合に登板して1勝0敗、防御率6.43、6奪三振を記録した。
2017年は9試合に登板して1勝0敗、防御率0.82、9奪三振を記録した。
2018年は4月にトミー・ジョン手術を受けたためシーズンを全休した。
2019年と2020年はそれぞれ6試合に登板した。
2021年2月10日にDFAとなり、12日に自由契約となった。

### ダイヤモンドバックス傘下時代
2021年2月20日にアリゾナ・ダイヤモンドバックスとマイナー契約を結んだ。故障のためマイナーでも登板機会がないまま、4月20日に自由契約となった。

### ツインズ傘下時代
2022年7月14日にミネソタ・ツインズとマイナー契約を結んだ。9月5日に自由契約となった。

### レイズ傘下時代
2023年1月18日にタンパベイ・レイズとマイナー契約を結び、スプリングトレーニングに招待選手として参加することになった。開幕はAAA級ダーラム・ブルズで迎え、18試合に登板して3勝2敗1セーブ、防御率3.95という成績を残した。5月24日にメジャー契約を結んでアクティブ・ロースター入りしたが、登板機会がないまま6月2日にDFAとなった。

### ブレーブス時代
2023年6月6日にインターナショナル・ボーナス・プールの余剰金とのトレードでアトランタ・ブレーブスへ移籍した。6月15日にメジャーに昇格し、16日のコロラド・ロッキーズ戦で3シーズンぶりにメジャーでの登板を果たした。その後は10月13日まで昇格と降格を交互に繰り返し、オフの11月1日にFAとなった。

### パイレーツ時代
2023年12月11日にピッツバーグ・パイレーツとマイナー契約を結んだ。2024年1月11日に契約を結び直した。
2024年はスプリングトレーニングに招待選手として参加した。ただ、怪我の影響で開幕はマイナーで迎えた。6月4日に昇格を果たすも、10日にニコ・グッドラムを獲得したことに伴ってDFAとなり、14日にウェイバーを経てAAA級インディアナポリス・インディアンスに降格した。8月8日にこの年2度目の昇格を果たしたものの、同月31日に右肩を痛めて15日間の故障者リスト入りとなり、9月18日にジェイク・ウッドフォードを昇格させることに伴って、60日間に移行してシーズンが終了した。オフの11月4日にFAとなった。
この年のオフにはドミニカのウィンターリーグであるLIDOMに参加し、ティグレス・デル・リセイに所属している。

### カブス傘下時代
2024年12月30日にシカゴ・カブスとマイナー契約を結び、2025年のスプリングトレーニングに招待選手として参加することになった。

## 詳細情報

### 年度別投手成績
| 年 度    | 球 団    | 登 板 | 先 発 | 完 投 | 完 封 | 無 四 球 | 勝 利 | 敗 戦 | セ 丨 ブ | ホ 丨 ル ド | 勝 率 | 打 者 | 投 球 回 | 被 安 打 | 被 本 塁 打 | 与 四 球 | 敬 遠 | 与 死 球 | 奪 三 振 | 暴 投 | ボ 丨 ク | 失 点 | 自 責 点 | 防 御 率 | W H I P |
| -------- | -------- | ----- | ----- | ----- | ----- | -------- | ----- | ----- | -------- | ----------- | ----- | ----- | -------- | -------- | ----------- | -------- | ----- | -------- | -------- | ----- | -------- | ----- | -------- | -------- | ------- |
| 2016     | NYY      | 10    | 0     | 0     | 0     | 0        | 1     | 0     | 0        | 1           | 1.000 | 40    | 7.0      | 11       | 3           | 4        | 1     | 2        | 6        | 0     | 0        | 5     | 5        | 6.43     | 2.14    |
| 2017     | NYY      | 9     | 0     | 0     | 0     | 0        | 1     | 0     | 0        | 0           | 1.000 | 43    | 11.0     | 5        | 0           | 6        | 0     | 0        | 9        | 1     | 0        | 1     | 1        | 0.82     | 1.00    |
| 2019     | NYY      | 6     | 0     | 0     | 0     | 0        | 0     | 0     | 0        | 0           | ----  | 28    | 7.1      | 6        | 1           | 3        | 1     | 0        | 9        | 0     | 0        | 1     | 1        | 1.23     | 1.23    |
| 2020     | NYY      | 6     | 0     | 0     | 0     | 0        | 0     | 0     | 0        | 0           | ----  | 27    | 6.0      | 5        | 2           | 2        | 0     | 2        | 6        | 0     | 0        | 2     | 2        | 3.00     | 1.17    |
| 2023     | ATL      | 19    | 0     | 0     | 0     | 0        | 0     | 0     | 0        | 4           | ----  | 82    | 18.2     | 16       | 2           | 11       | 0     | 2        | 16       | 4     | 0        | 9     | 8        | 3.86     | 1.45    |
| 2024     | PIT      | 8     | 0     | 0     | 0     | 0        | 0     | 1     | 0        | 0           | .000  | 66    | 12.0     | 19       | 1           | 6        | 1     | 6        | 15       | 0     | 0        | 16    | 15       | 11.25    | 2.08    |
| MLB：6年 | MLB：6年 | 58    | 0     | 0     | 0     | 0        | 2     | 1     | 0        | 5           | .667  | 286   | 62.0     | 62       | 9           | 32       | 3     | 12       | 61       | 5     | 0        | 34    | 32       | 4.65     | 1.52    |

- 2024年度シーズン終了時

### 年度別守備成績
| 年 度 | 球 団 | 投手（P） | 投手（P） | 投手（P） | 投手（P） | 投手（P） | 投手（P） |
| 年 度 | 球 団 | 試 合     | 刺 殺     | 補 殺     | 失 策     | 併 殺     | 守 備 率  |
| ----- | ----- | --------- | --------- | --------- | --------- | --------- | --------- |
| 2016  | NYY   | 10        | 0         | 2         | 1         | 0         | .667      |
| 2017  | NYY   | 9         | 1         | 1         | 0         | 0         | 1.000     |
| 2019  | NYY   | 6         | 0         | 0         | 0         | 0         | ----      |
| 2020  | NYY   | 6         | 0         | 0         | 0         | 0         | ----      |
| 2023  | ATL   | 19        | 2         | 1         | 1         | 1         | .750      |
| MLB   | MLB   | 50        | 3         | 4         | 2         | 1         | .778      |

- 2023年度シーズン終了時

### 背番号
- 61（2016年、2017年途中 - 同年終了、2019年 - 2020年）
- 50（2017年途中 - 同年途中）
- 41（2017年途中 - 同年途中）
- 73（2023年 - ）